# Litván Nagyfejedelemség
A Litván Nagyfejedelemség (teljes nevén: Litván, Rusz és Szamogitiai Nagyfejedelemség) 1219-ben jött létre, és 1795-ig létezett. 1385-ben perszonálunióban, majd 1569-ben a lublini unió eredményeként reálunióban állt Lengyelországgal. Vallási szempontból két időszaka volt: pogány és keresztény.

## Története
Litvánia területére az i. e. 2. évezred első felében indogermán eredetű balti törzsek érkeztek. Az i. e. 5–6. században megindult a néppé válás folyamata. A 8. században a lettektől elkülönült litvánok kisebb fejedelemségeket hoztak létre. Litvánia neve az 1008-as Quedlinburgi évkönyvben szerepel először mint a Kijevi Rusz vazallusa. A 13. század közepén Mindaugas fejedelem a Balti-tenger déli partvidékein élő litván törzseket egyesítve felvette a nagyfejedelem címet. 1246-ban felvette mind a pravoszláv, mind a katolikus vallást, politikai érdekekkel - ám 1261-ben mégis megtagadta a kereszténységet.
Az így megerősödött Litvánia – a többi baltikumi néppel ellentétben – sikerrel védte ki a Német Lovagrend hódító törekvéseit. Gediminas nagyfejedelem uralkodása (1316–41/42) alatt Litvánia regionális nagyhatalommá vált. 1322-ben Vilnius lett a főváros.
Algirdas nagyfejedelem (1345-1377) 1362-ben a Szinyi Vodi ("Kék Víz") csatában legyőzi a mongolokat, majd elfoglalja a Kijevi Rusz hatalmas területeit.

### A lengyel–litván perszonálunió
A 14–15. században, kihasználva a tatár terjeszkedés kínálta lehetőséget, a Litván Nagyfejedelemség a mai Fehéroroszország, Ukrajna, Oroszország egy részét is magába olvasztotta, határai a Balti-tengertől a Fekete-tengerig terjedtek. A litvánok megpróbáltak terjeszkedni a tatárok területein és elfoglalni a román Moldvát is, ami egy ütközőpontban feküdt a litvánok, a magyarok, a lengyelek és a tatárok között. Moldvát a litvánok nem tudták elfoglalni, a tatárok támadásai nem hagytak alább, sorozatos összeütközések történtek az oroszokkal és lengyelekkel, valamint a Német Lovagrenddel, sőt a magyar király, aki Lengyelország uralkodója is volt egy időben, hadjáratokat vezetett Litvánia ellen.
A meghódított területek szláv népessége is erős hatással volt az állam belső szerkezetére (hadsereg, pénzügyek), illetve kultúrájára (a vezetőréteg egy része ortodox hitre tért). Az ország szláv nyelvet használt a hivatali és egyházi életben, a litván nyelv pedig sok helyütt visszaszorult, ami elszlávosodással fenyegette az országot. Mindez megváltozott 1386-ban, mert Jagelló (Jogaila) nagyfejedelem felvette a római katolikus vallást, I. Lajos magyar király lányának, Hedvignek a kezével II. Ulászló néven elnyerte a lengyel trónt, megteremtve ezzel a több mint 400 éves lengyel–litván együttélés alapjait, így a keleti szláv hatás a litván területeken csökkent.
Utódai (a Jagellók) a 15–16. században több európai trónt is megszereztek. Az egyesült lengyel–litván hadsereg az 1410. évi grünwaldi csatában megtörte a Német Lovagrend hatalmát. A 15. században lengyel mintára kiépült, illetve átalakult a litván állami intézményrendszer és a társadalom. A 15. századtól a Litván Nagyfejedelemség területe zsugorodni kezdett: délen a terjeszkedő tatároktól, északon a velük szövetséges oroszoktól szenvedtek súlyos vereséget. Az 1558–83-as livóniai háborúban Litvánia csak a lengyel fegyveres támogatásnak köszönhette a teljes felmorzsolódás elkerülését. A segítség ára az 1569-ben megkötött lublini unió volt, amely a két ország egyesülését jelentette.